# Mathias Brägger
Mathias Brägger (* 30. Oktober 1983 in Davos) ist ein ehemaliger Schweizer Eishockeyspieler, der zuletzt beim SC Langenthal in der National League B unter Vertrag stand.

## Karriere
Mathias Brägger begann seine Karriere als Eishockeyspieler in der Jugend des HC Davos, in der er bis 2004 aktiv war. Anschliessend pausierte er ein Jahr lang mit dem Eishockey, ehe der Angreifer zur Saison 2005/06 einen Vertrag beim HC Thurgau in der drittklassigen 1. Liga erhielt, mit dem ihm der direkte Wiederaufstieg in die NLB gelang. In der Saison 2006/07 gab der Linksschütze, der hauptsächlich für Thurgau in der NLB aktiv war, zudem sein Debüt in der Nationalliga A für seinen Ex-Club HC Davos, für den er in zwei Spielen punkt- und straflos blieb. Im Laufe der Saison 2007/08 wechselte Brägger zu Thurgaus Ligarivalen EHC Biel, mit dem er als Zweitligameister am Saisonende in die NLA aufstieg, in der er in der folgenden Spielzeit in 29 Spielen punktlos blieb. Noch in dieser Saison wurde er an den SC Langenthal ausgeliehen. Im Sommertraining versuchte er nochmals einen Anlauf beim HC Davos um danach einen Einjahresvertrag beim EHC Olten in der National League B zu unterschreiben. 
Von 2010 bis 2012 spielte Brägger wieder für den SC Langenthal in der NLB. Danach beendete er seine aktive Karriere.

## Erfolge und Auszeichnungen
- 2006 Aufstieg in die NLB mit dem HC Thurgau
- 2008 Meister der NLB und Aufstieg in die NLA mit dem EHC Biel